# Dolichoplia longiuscula
Dolichoplia longiuscula är en skalbaggsart som beskrevs av Marc Lacroix 1998. Dolichoplia longiuscula ingår i släktet Dolichoplia och familjen Melolonthidae. Inga underarter finns listade i Catalogue of Life.